# Schenkendöbern
Schenkendöbern est une commune d'Allemagne, dans l'arrondissement de Spree-Neisse, Land du Brandebourg.

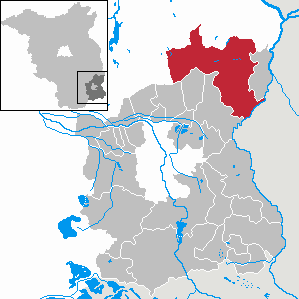
Schenkendöbern au sein de l'arrondissement de Spree-Neisse

## Géographie
La partie sud du Parc naturel de la vallée (de) de la Schlaube (de) se trouve sur la commune.
La commune regroupe les quartiers de Atterwasch, Bärenklau, Grabko, Grano, Groß Drewitz, Groß Gastrose, Kerkwitz, Krayne, Lauschütz, Lübbinchen, Pinnow, Reicherskreuz, Schenkendöbern, Sembten, Staakow et Taubendorf.

## Histoire
La première mention de Krayne date de 1465.
Un monument dans la forêt de Kerkwitz rappelle la présence de prisonniers de guerre et de travailleurs forcés soviétiques dont un certain nombre sont morts au camp.
La commune vient de la fusion de communes indépendantes en 1998 et en 2003.

## Démographie
- Développement de la population dans les limites actuelles. -- Ligne bleue: Population; Ligne pointillé: Comparaison avec le développement de Brandebourg -- Fond gris: Période du régime nazie; Fond rouge: Période du régime communiste
- Évolution recente (ligne bleue) et prévisions sur l'effectif de résidents

| Année | Population |
| ----- | ---------- |
| 1875  | 4 674      |
| 1890  | 4 259      |
| 1910  | 4 286      |
| 1925  | 4 459      |
| 1933  | 4 616      |
| 1939  | 4 314      |
| 1946  | 6 671      |
| 1950  | 6 484      |
| 1964  | 5 225      |
| 1971  | 4 791      |

| Année | Population |
| ----- | ---------- |
| 1981  | 4 170      |
| 1985  | 4 037      |
| 1989  | 3 952      |
| 1990  | 3 904      |
| 1991  | 3 859      |
| 1992  | 3 812      |
| 1993  | 3 833      |
| 1994  | 3 970      |
| 1995  | 4 120      |
| 1996  | 4 262      |

| Année | Population |
| ----- | ---------- |
| 1997  | 4 428      |
| 1998  | 4 598      |
| 1999  | 4 610      |
| 2000  | 4 545      |
| 2001  | 4 510      |
| 2002  | 4 457      |
| 2003  | 4 457      |
| 2004  | 4 370      |
| 2005  | 4 264      |
| 2006  | 4 198      |

| Année | Population |
| ----- | ---------- |
| 2007  | 4 142      |
| 2008  | 4 139      |
| 2009  | 4 062      |
| 2010  | 3 942      |
| 2011  | 3 860      |
| 2012  | 3 782      |
| 2013  | 3 732      |
| 2014  | 3 701      |
| 2015  | 3 662      |
| 2016  | 3 613      |

| Année | Population |
| ----- | ---------- |
| 2017  | 3 613      |
| 2018  | 3 599      |
| 2019  | 3 572      |
| 2020  | 3 543      |

## Monuments

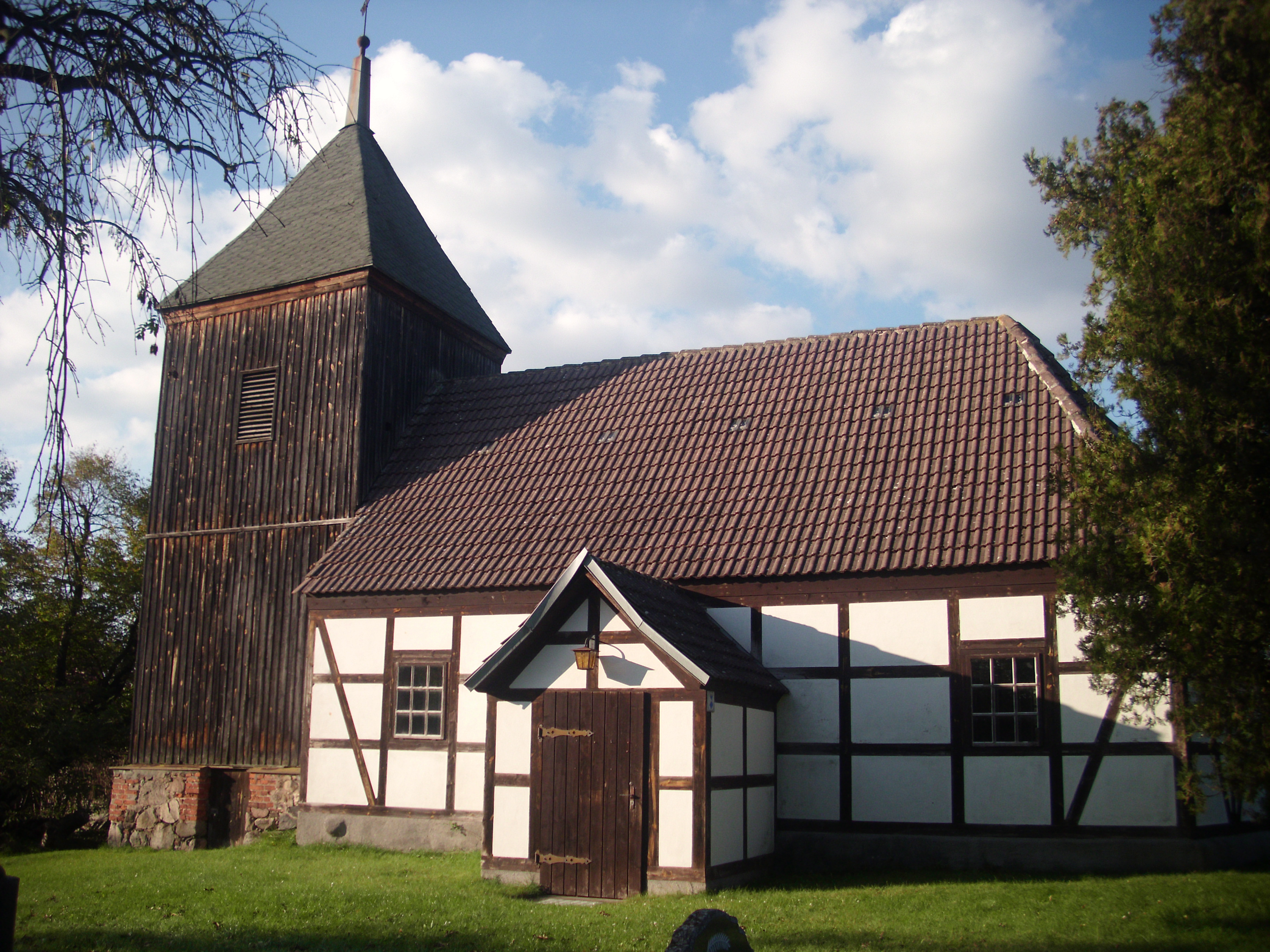
Église de Reicherskreuz

Le village de Reicherskreuz se compose d'un ensemble fermé des maisons de travailleurs forestiers construits principalement de rochers. L'église à colombages date du XVIIIe siècle. Durant la Seconde Guerre mondiale, il est occupé par les forces soviétiques qui viennent avec leurs chars et dressent une tour d'observation. Le site où les munitions étaient entreposées reste un site dangereux en raison de leur dispersion.

## Jumelage
- Ruppichteroth (Allemagne)